# 赤道几内亚—日本关系
赤道几内亚－日本关系（日语：日本と赤道ギニアの関係）是赤道几内亚共和国与日本国之间的国际关系。

## 两国概要
|          | 赤道几内亚                | 日本                        | 两国差距                    |
| -------- | ------------------------- | --------------------------- | --------------------------- |
| 人口     | 167万4908人（2022年）     | 1億2512万人（2022年）       | 日本是赤道几内亚的约74.7倍  |
| 国土面积 | 2万8051平方千米           | 37万7972平方千米            | 日本是赤道几内亚的约13.5倍  |
| 首都     | 马拉博                    | 東京都                      |                             |
| 最大城市 | 巴塔                      | 東京都区部                  |                             |
| 政体     | 共和制，总统制            | 议会内阁制                  |                             |
| 公用語   | 西班牙语，法语，葡萄牙语  | 日語（事实上）              |                             |
| 国教     | 无                        | 无                          |                             |
| 名义GDP  | 120億2963万美元（2022年） | 42564億1076万美元（2022年） | 日本是赤道几内亚的约353.8倍 |

## 历史
1968年11月，日本正式承认自西班牙独立建国的赤道几内亚。但由于地理距离遥远，历史接触也少，两国直至1980年10月才正式建交。在利伯维尔的日本驻加蓬大使馆自1981年4月起开始兼理对赤道几内亚相关事务，而在北京的赤道几内亚驻华大使馆也从1982年1月起开始兼理对日本相关事务，此后两国一直没有开设驻在对方国家的实体大使馆。

## 外交

### 日本政要访问赤道几内亚
赤道几内亚十分重视与西班牙、法国等发达国家的外交，与日本也维持着友好的双边关系。然而，尽管赤道几内亚的GDP在非洲名列前茅，但存在着贫富差距大，民主化程度低等经济、政治层面的问题。因此，日本政要甚少出访赤道几内亚。
2011年6月，时任外务副大臣高桥千秋因出席第19届非盟执行理事会而访问赤道几内亚，成为第一位任内访问赤道几内亚的日本内阁成员。此次会议上高桥千秋与包含赤道几内亚外交部长在内的非洲各国政要举行会谈。

### 赤道几内亚政要访问日本

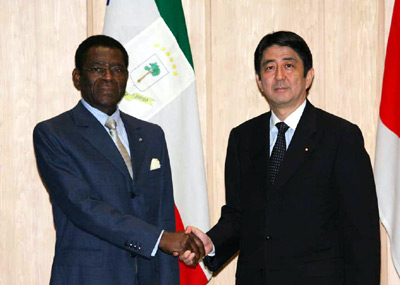
赤道几内亚总统恩圭马与日本首相安倍晋三（2006年10月31日）

2006年，时任赤道几内亚总统特奥多罗·奥比昂·恩圭马·姆巴索戈访日，成为首位访问日本的赤道几内亚总统。此次访问的主要目的为深化两国关系，双方讨论了朝鲜局势等国际问题与日企进入赤道几内亚等民生议题。
2013年赤道几内亚共和国外交与合作部领事国务秘书莫卡拉·莫雷拉（Mokara Moleila）访问日本，与时任外务副大臣松山政司举行会谈。

## 经济交流
截至2021年，日本对赤道几内亚累计提供经济援助15亿日元以上。援助内容主要着重于支持赤道几内亚国内的制度建设、减贫事业、民营部门开发、渔农业发展等方面。
2022年，赤道几内亚对日出口额为144亿日元，对日进口额为6316万日元，存在大幅贸易顺差。其主要原因是赤道几内亚是重要的对日资源出口国，为日本供应大量天然气。赤道几内亚2008年、2009年、2011年、2012年均位列对日液化天然气出口总额前十名以内。此外，赤道几内亚也出口铝等矿物资源。而日本则主要向赤道几内亚出口医疗用品与机器。
此外，由于赤道几内亚是非洲有数的天然气输出国，许多日本企业都进入赤道几内亚从事天然气开发，如丸红和三井物产就于2005年启动了其在赤道几内亚的天然气项目，2007年开始产出天然气。